# Christuskirche (Bad Neustadt an der Saale)

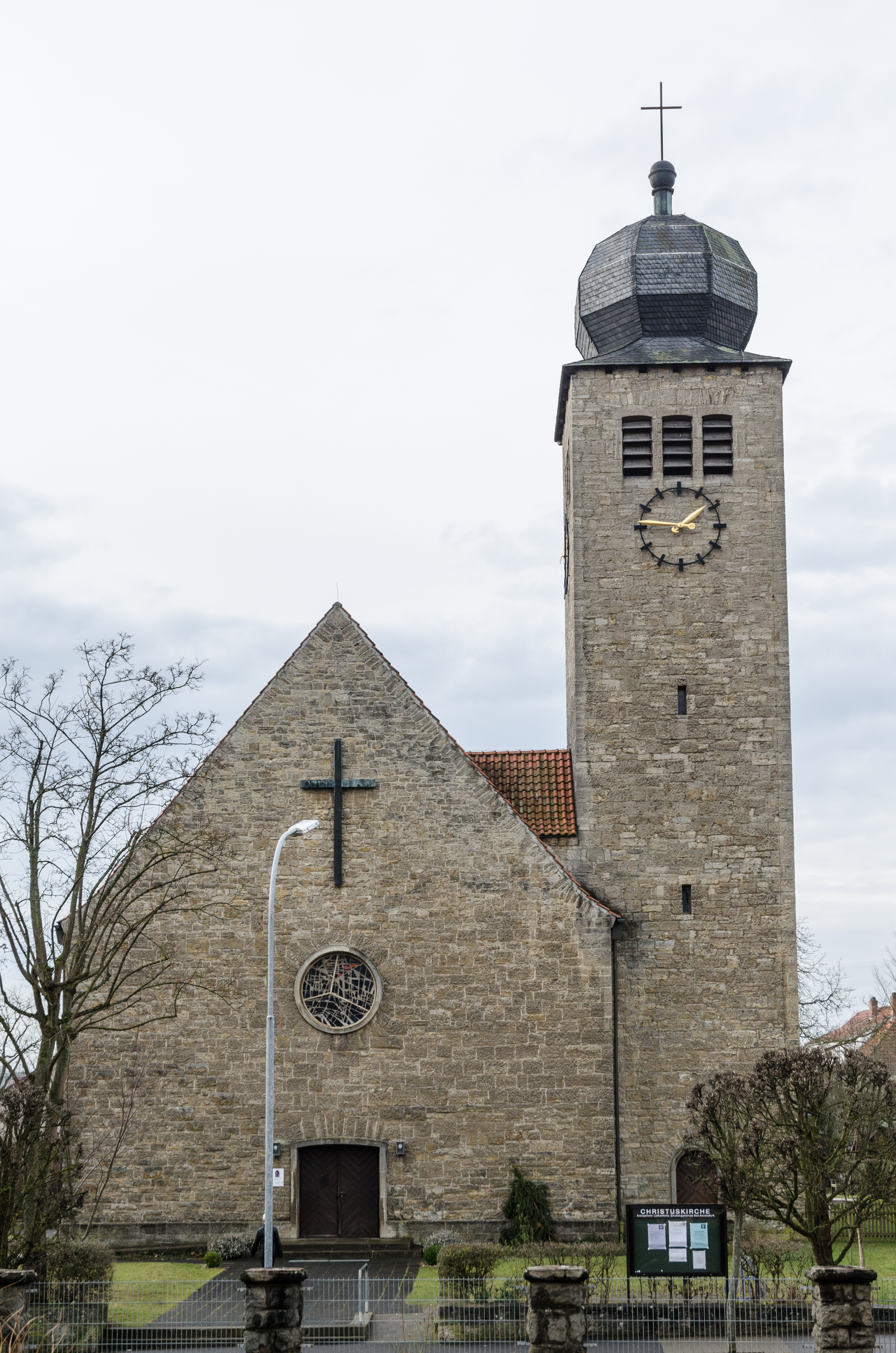
Die Christuskirche

Die evangelische Christuskirche befindet sich an der Ecke Goethestraße/Gartenstraße in Bad Neustadt an der Saale, der Kreisstadt des unterfränkischen Landkreises Rhön-Grabfeld in Bayern.
Die Kirche gehört zu den Baudenkmälern von Bad Neustadt an der Saale und ist unter der Nummer D-6-73-114-31 in der Bayerischen Denkmalliste registriert. Die Kirchengemeinde Bad Neustadt a. d. Saale gehört zum Dekanat Bad Neustadt an der Saale, einem der 19 Dekanate des Kirchenkreises Ansbach-Würzburg der Evangelisch-Lutherischen Kirche in Bayern.

## Geschichte
Die Kirche wurde unter dem Architekten Karl Geyer aus Erlangen erbaut. Die Einweihung fand am 27. Oktober 1935 statt.
Anlass für die Namensgebung der Kirche, die erst im Jahr 2000 stattfand, war das Altarbild des Münchener Bildhauers Helmut Amman: Das Relief aus Zirbelholz zeigt die Vision des Johannes: Jesus Christus, der Auferstandene und Weltherr, unter den sieben Leuchtern, also inmitten seiner sieben Gemeinden; in seiner Hand befinden sich die sieben Sterne, also je ein Engel einer Gemeinde; ein zweischneidiges Schwert, das aus seinem Mund kommt (und für sein richtendes und rettendes Wort steht); in seiner linken Hand befindet sich das Buch (das Buch mit den sieben Siegeln). Das Bronzekreuz mit den vier Amethysten sowie die vier Beton-Reliefs an der Seite, die die vier Botschaften der Adventssonntage verkünden, stammen auch von Helmut Amman:
1. Einzug in Jerusalem
2. kosmische Zeichen (fallender Stern), Feuer und Wasserfluten weisen auf SEIN Kommen und das Ende der Weltzeit hin
3. der Ruf Johannes des Täufers „Tut Buße, das Himmelreich ist nahe herbeigekommen“
4. die Verkündigung der Geburt Jesu durch den Erzengel Gabriel

Die Fenster wurden alle vom Coburger Glasmaler Werner Salomon geschaffen. Das runde Fenster an der Orgelempore deutet das Kommen des Geistes Gottes in unserer Welt an.
Die dreimanualige, 1982 installierte Schleifladenorgel wurde von der Orgelbaufirma Hey Orgelbau aus Urspringen (Ortsteil von Ostheim vor der Rhön) erbaut und verfügt über 2210 Orgelpfeife, 37 Register, Glockenspiel und Zimbelstern.
Neben dem Haupteingang links in der Nische befindet sich die Plastik Geborgen des Bad Neustädter Künstlers Lothar Bühner.